# Traité de Bosque Redondo

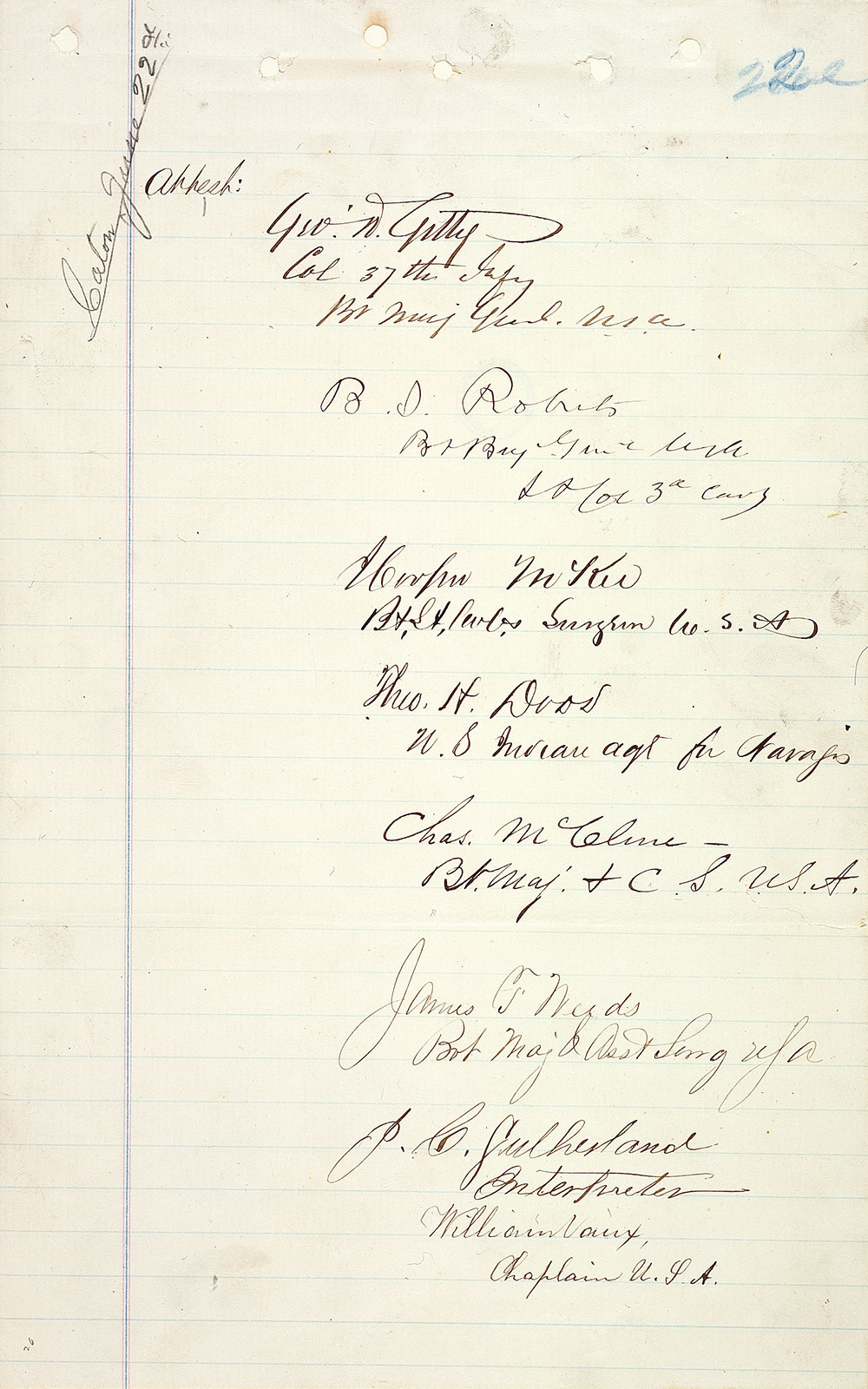
Copie originale signée du traité de Bosque Redondo

Le traité de Bosque Redondo, également connu sous le nom de traité de Fort Sumner, est un accord signé le 1er juin 1868 entre les Navajos et les États-Unis. Il met fin aux guerres navajos et permet le retour sur leurs terres des Navajos retenus dans des camps d'internement à Fort Sumner après leur « longue marche » de 1864.